# هاري دوق ساسكس
الأمير هنري تشارلز ألبرت ديفيد (بالإنجليزية: Henry Charles Albert David) (معروف بصورة عامة باسم الأمير هاري) (15 سبتمبر 1984 - الآن). هو ثاني أبناء ملك المملكة المتحدة الملك تشارلز الثالث من زوجته الأولى ديانا أميرة ويلز. يعتبر الخامس في ترتيب العرش البريطاني بعد شقيقه الأكبر الأمير ويليام وأبناء أخيه الأمير جورج والأميرة شارلوت والأمير لويس.
قام هاري بإطلاق ألعاب انفيكتاس (بالإنجليزية: Invictus games) في عام 2014، ولا يزال راعي المؤسسة الخاصة بها. ويقوم أيضاً برعاية العديد من المنظمات الأخرى، بما في ذلك منظمة هالو ترست، وماراثون لندن الخيري، ومؤسسة المشي مع الجرحى (بالإنجليزية: walking with the wounded). في 19 مايو 2018، تزوج من الممثلة الأمريكية ميجان ماركل. منحته جدته الملكة إليزابيث الثانية، قبل ساعات من حفل الزفاف، ألقاب دوق ساسكس وإيرل دمبارتون وبارون كيلكيل، وكلها من ألقاب النبلاء بالمملكة المتحدة. في يوم 6 مايو 2019. أنجبا نجلهما الأول ارتشي ماونتباتن ويندسور.

## النشأة
وُلد هاري في مستشفى ليندو وينغ أوف سانت ماري في بادينغتون، لندن، في 15 سبتمبر 1984 الساعة 4:20 مساءً، وهو الطفل الثاني لتشارلز، أمير ويلز (ملك انجلترا) وديانا، أميرة ويلز. عُمّد هنري تشارلز ألبرت ديفيد في 21 ديسمبر 1984 في كنيسة سانت جورج، قلعة وندسور من قبل رئيس أساقفة كانتربري، روبرت رونسي. أُطلق عليه أثناء نشأته اسم هاري من قبل العائلة والأصدقاء والجمهور. أرادت ديانا لهاري وشقيقه الأكبر، الأمير وليام، أن يتمتعا بمجموعة أوسع من الخبرات وفهمًا أفضل للحياة العادية من الأطفال الملكيين السابقين. أخذتهم إلى أماكن كثيرة مثل عالم والت ديزني وماكدونالدز وعيادات الإيدز وملاجئ المشردين. بدأ هاري مرافقة والديه في زيارات رسمية في سن مبكرة؛ كانت جولته الخارجية الأولى مع والديه إلى إيطاليا عام 1985. كما سافر مع عائلته إلى كندا بين عامي 1991 و1998.
انفصل والدا هاري في عام 1996. وتوفيت والدته في حادث سيارة في باريس في العام التالي. كان هاري وويليام يقيمان مع والدهما في بالمورال في ذلك الوقت. في جنازة والدته، رافق هاري، الذي كان عمره آنذاك 12 عامًا، والده وشقيقه، وجده وخاله، تشارلز سبنسر، إيرل سبنسر التاسع، في السير خلف الجنازة من قصر كنسينغتون إلى وستمنستر. أقر الأمير بعد عشرين عامًا بأنه قد طلب المشورة النفسية الخاصة بحالات الحزن.

## دراسته
تخرج من أكاديمية ساندهيرست العسكرية الملكية التي يتخرج منها جميع ضباط القوات البرية البريطانية.

## حياته العامة
في سن ال 21، أصبح هاري مستشارًا للدولة وبدأ واجباته بهذه الصفة. في 6 يناير 2009، منحت الملكة هاري ووليام منزلهما الملكي. في السابق، كان مكتب والدهما في كلارنس هاوس في وسط لندن يتولى شؤون ويليام وهاري. أصدرت الأسرة الجديدة بيانًا أعلنت فيه أنها أقامت مكتبًا خاصًا بها بالقرب من قصر سانت جيمس للاعتناء بأنشطتها العامة والعسكرية والخيرية. في مارس 2012، ترأس هاري زيارة رسمية إلى بليز كجزء من احتفالات اليوبيل الماسي للملكة، ثم تابع إلى جزر الباهاما وجامايكا، حيث كان رئيس الوزراء، بورتيا سيمبسون ميلر، يفكر في بدء عملية تحويل جامايكا إلى جمهورية، ثم زار البرازيل لحضور الحملة الكبرى.
بين 9 و15 مايو عام 2013، ذهب الأمير هاري بزيارة رسمية إلى الولايات المتحدة. عززت الجولة إعادة تأهيل الجرحى من القوات الأمريكية والبريطانية، ونشرت مؤسساته الخيرية ودعمت المصالح البريطانية. شارك أيضًا في نشاطات ضمن واشنطن العاصمة وكولورادو ونيويورك ونيوجيرسي وكونيتيكت. التقى بالناجين من إعصار ساندي في نيو جيرسي. في أكتوبر 2013، قام بأول جولة رسمية له في أستراليا، وحضر استعراض الأسطول الدولي في ميناء سيدني. كما زار مقر ساس الأسترالي في بيرث. في مايو 2014، زار إستونيا وإيطاليا. في إستونيا، زار ميدان الحرية في العاصمة تالين لتكريم الجنود الإستونيين الذين سقطوا. كما حضر حفل استقبال في البرلمان الإستوني ومناورة عسكرية للناتو. في إيطاليا، حضر هاري إحياء الذكرى السبعين لمعارك مونتي كاسينو، التي قاتلت فيها القوات البولندية والكومنولث والبريطانية. في 6 نوفمبر 2014، افتتح ميدان الذكرى في وستمنستر، وهي مهمة يؤديها عادة الأمير فيليب.
قبل تقدمه للخدمة في قوة الدفاع الأسترالية، زار هاري النصب التذكاري للحرب الأسترالية في كانبرا في 6 أبريل 2015. في 7 مايو 2015، قام بجولة وداع في دار أوبرا سيدني وزار مستشفى جامعة ماكواري. في 24-25 أبريل 2015، انضم إلى والده في تركيا لحضور احتفالات الذكرى المئوية لحملة غاليبولي. في 28 أكتوبر 2015، نفذ يوم واحد من التعاقدات في الولايات المتحدة.  أطلق ألعاب إنفيكتوس أورلاندو 2016 بالاشتراك مع السيدة الأولى ميشيل أوباما وجيل بايدن، وحضر لاحقًا اجتماع مجلس الإدارة وحفل استقبال للاحتفال بالإطلاق في مقر إقامة السفير البريطاني. في 26 نوفمبر 2015، سافر هاري بصفته راعيًا لجمعية خيرية إلى ليسوتو لحضور افتتاح مركز الأطفال في ماموهاتو. من 30 نوفمبر إلى 3 ديسمبر 2015، ذهب بزيارة رسمية إلى جنوب إفريقيا. زار كيب تاون، وهناك قدم شارة وسام رفقاء الشرف إلى رئيس الأساقفة نيابة عن الملكة.
في أبريل من عام 2018، عُيّن سفيرًا لشباب الكومنولث، وهو المنصب الذي شغله حتى مارس 2020. في ذلك الشهر أيضًا، أصبح هاري راعيًا لحملة ووك أوف أميركا، وهي حملة تضم عددًا من المحاربين القدامى الذين شاركوا في رحلة استكشافية بطول 1000 ميل عبر الولايات المتحدة في منتصف عام 2018. عُيّن الأمير رئيسًا لصندوق كوينز كومنولث تراست، الذي يركز على المشاريع المتعلقة بالأطفال ورعاية السجناء. ظل رئيس الجمعية الخيرية حتى فبراير 2021. أيضًا في أبريل 2018، اختير هاري كواحد من أكثر 100 شخصية مؤثرة في العالم من قبل مجلة التايم.
في أبريل عام 2019، أُعلن أنه كان يعمل على مسلسل وثائقي حول الصحة العقلية مع أوبرا وينفري، والذي كان من المقرر أن يبث في بداية عام 2020 على قناة آبل. وكان سيعمل كمنتج مشارك وتنفيذي لهذه السلسلة. خلال رحلته إلى أنغولا في عام 2019، زار الدوق مشروع بورن فري تو شاين في لواندا، وهي مبادرة من السيدة الأولى آنا دياس لورينسو تهدف إلى منع انتقال فيروس نقص المناعة البشرية من الأمهات إلى الأطفال من خلال التعليم والفحص الطبي والعلاج. كما التقى بشباب ومراهقين مصابين بفيروس نقص المناعة البشرية أثناء زيارته.  خلال زيارته إلى أحد الحدائق الوطنية، كشف الدوق عن مبادرة للمساعدة في حماية (طريق هجرة الأفيال) من خلال توفير ممر آمن لهم في الغابة.

## عمله
حتى فبراير 2021، ظل الدوق والدوقة بمنصب رئيس ونائب رئيس صندوق كوينز كومنولث تراست، كما أُجريت جلسات محادثة عبر الإنترنت بشكل دوري وحُمّلت على يوتيوب ليشاهدها الجمهور العام. في يونيو 2020، وقع الزوجان مع وكالة هاري ووكر، المملوكة لشركة إعلامية، عقدًا لإجراء محاضرات عامة. في سبتمبر 2020، وقّعت عائلة ساسكس صفقة تجارية خاصة مع نيتفلكس لتطوير مسلسلات وأفلام وثائقية وبرامج أطفال. في نفس الشهر، وقع الدوق والدوقة صفقة متعددة السنوات مع سبوتيفاي لإنتاج واستضافة برامجهم الخاصة. أُطلقت الحلقة الأولى من البودكاست في ديسمبر من عام 2020.

## الخصوصية ووسائل الإعلام
في مايو 2019، أصدرت سبلاش نيوز اعتذارًا رسميًا إلى العائلة الملكية لإرسال مصورين إلى سكنهم في كوتسولدس، ما عرض خصوصيتهم للخطر. كما وافقت الوكالة على دفع كامل التعويضات والتكاليف القانونية المرتبطة بالقضية.
في أكتوبر 2019، أُعلن أن هاري رفع دعوى قضائية ضد صحيفة ذا صن وديلي ميرور فيما يتعلق باختراق هاتفه المزعوم.
أجرت أوبرا وينفري مقابلة مع هاري وزوجته في برنامج تلفزيوني خاص لشبكة سي بي إس، بُثت بتاريخ 7 مارس من عام 2021. تحدثت فيها ميغان عن: الدخول إلى الحياة الملكية والزواج والأمومة وكيفية التعامل مع الحياة تحت الضغوط الشعبية المكثفة. انضم إليها هاري لاحقًا، وتحدث الزوجان عن الصعوبات الأولية المرتبطة بانتقالهما إلى الولايات المتحدة في عام 2020 بالإضافة إلى خططهما المستقبلية.

## حياته الشخصية
علاقته مع الصحافة ليست على ما يرام وخصوصاً المصورين، وكانت آخر صداماته معهم أن تشاجر مع أحد المصورين بالأيدي قبالة إحدى الحانات الليلية. وأجبره والده ملك المملكة المتحدة على الدخول لمشفى خاص للعلاج من إدمان الكحول.
وعلى الجانب العاطفي كان مولع بشريكته الشقراء السابقة تشيلسي ديفي التي تحمل الجنسية الزيمبابوية حيث يعمل والدها رئيساً لإدارة مزرعة في زيمبابوي، وقد انفصل الاثنان في عام 2009، لأنه على ما يبدو تشيلسي كانت تشعر «بالحنين إلى الوطن، ولم تحب جو لندن» وعلى الرغم من أن هاري حاول أن يثنيها عن قررها أو يقنعها بالرجوع عنه إلا أنها رفضت، وقد قرر الاثنان في النهاية أن يصبحا صديقين.
في 27 نوڤمبر 2017 أعلن عن علاقته بالممثلة السابقة ميغان ماركل حيث أقاما حفل الخطوبة في نفس اليوم وأنهما ينويان الزواج في عام القادم 2018.
أُقيمت مراسم الزفاف في 19 مايو 2018 في كنيسة سان جورج بقصر ويندسور داعيان 600 شخص لزفافهما، وفي المساء حضر 200 مدعو حفل استقبال خاص في فروجمور هاوس يقيمه الأمير تشارلز (والد الأمير هنري).

## الخدمة العسكرية
تم إرساله في منتصف ديسمبر 2007 إلى ولاية هلمند جنوب أفغانستان تحت غطاء من السرية في مهمة تستغرق 14 أسبوعًا وذلك بعد اتفاق غير معتاد تم التوصل إليه بين وسائل الإعلام والجيش البريطاني وذلك خوفاً على سلامته. وأصبح عندها أول عضو من الأسرة المالكة البريطانية يرسل إلى منطقة قتالية منذ أكثر من ربع قرن. إلا أنه تمت إعادته بعد تسرب أنباء إرساله إلى أفغانستان قام بكشفها صحفي أمريكي على موقعه الإلكتروني المعروف باسمه، «درودج ريبورت» ويعتقد أن خبر وجوده في أفغانستان تسرب أول الأمر إلى صحيفة أسترالية في شهر يناير 2008، لكنه لم ينتشر حتى وقع بين يدي موقع «درودج ريبورت» الأمريكي. كان هاري يرابط رفقة زملائه بمدرسة قرآنية سابقة، وكان من مهامه استدعاء غارات جوية وتحديد أهدافها والخروج في دوريات راجلة.
وقد كان سيخدم بالعراق ولكن ألغي قرار السماح له بالذهاب إلى العراق في آخر لحظة خوفًا على سلامته.

## طلاق والديه
حدث الطلاق بين والديه الأميرة ديانا والأمير تشارلز عام 1996 وبعد سنة واحدة من الطلاق توفيت والدته في حادث سير مع خطيبها دودي الفايد ابن رجل الأعمال المصري الشهير محمد الفايد وكان عمر هاري آنذاك 12 عاماً.

## التخلي عن المهمات الملكية
في الثامن من يناير 2020، أعلن هاري وزوجته ميغان، أنهما يعتزمان التنازل عن دورهما كـ«عضوين رفيعي المستوى» في العائلة المالكة. وذكر الأمير هاري وزوجته في بيان، أنهما «سيعملان ليصبحا مستقلين ماديا». وورد في بيان للزوجين أنهما سيوزعان وقتهما بين الولايات المتحدة والمملكة المتحدة، وسيستمران بالقيام بواجباتهما تجاه الملكة ومسؤوليات الرعاية التي اضطلعا بها. وأضافا أن «هذا التوازن الجغرافي سيمكننا من تربية ابننا على التقاليد الملكية التي ولد وسطها، وفي الوقت ذاته سيمنح العائلة فرصة للتركيز على المرحلة القادمة من حياتنا، وخصوصا إطلاق المؤسسة الخيرية الخاصة بنا». أدّى ذلك إلى أن تُعلن الملكة إليزابيث الثانية في 13 يناير 2020، أنها وافقت على رغبة هاري وميجان في حياة أكثر استقلالية، وقررت أن ينتقلا إلى العمل بدوام جزئي إلى كندا. وبحسب وكالة أسوشيتد برس الأمريكية، قالت ملكة بريطانيا «أجرت عائلتي اليوم مناقشات بناءة حول مستقبل حفيدي وأسرته».

## وصلات خارجية
- هاري دوق ساسكس على موقع IMDb (الإنجليزية)
- هاري دوق ساسكس على موقع الموسوعة البريطانية (الإنجليزية)
- هاري دوق ساسكس على موقع مونزينجر (الألمانية)
- هاري دوق ساسكس على موقع ميوزك برينز (الإنجليزية)
- هاري دوق ساسكس على موقع ميوزك برينز (الإنجليزية)
- هاري دوق ساسكس على موقع إن إن دي بي (الإنجليزية)
- هاري دوق ساسكس على موقع قاعدة بيانات الفيلم (الإنجليزية)